# 上弗拉森山

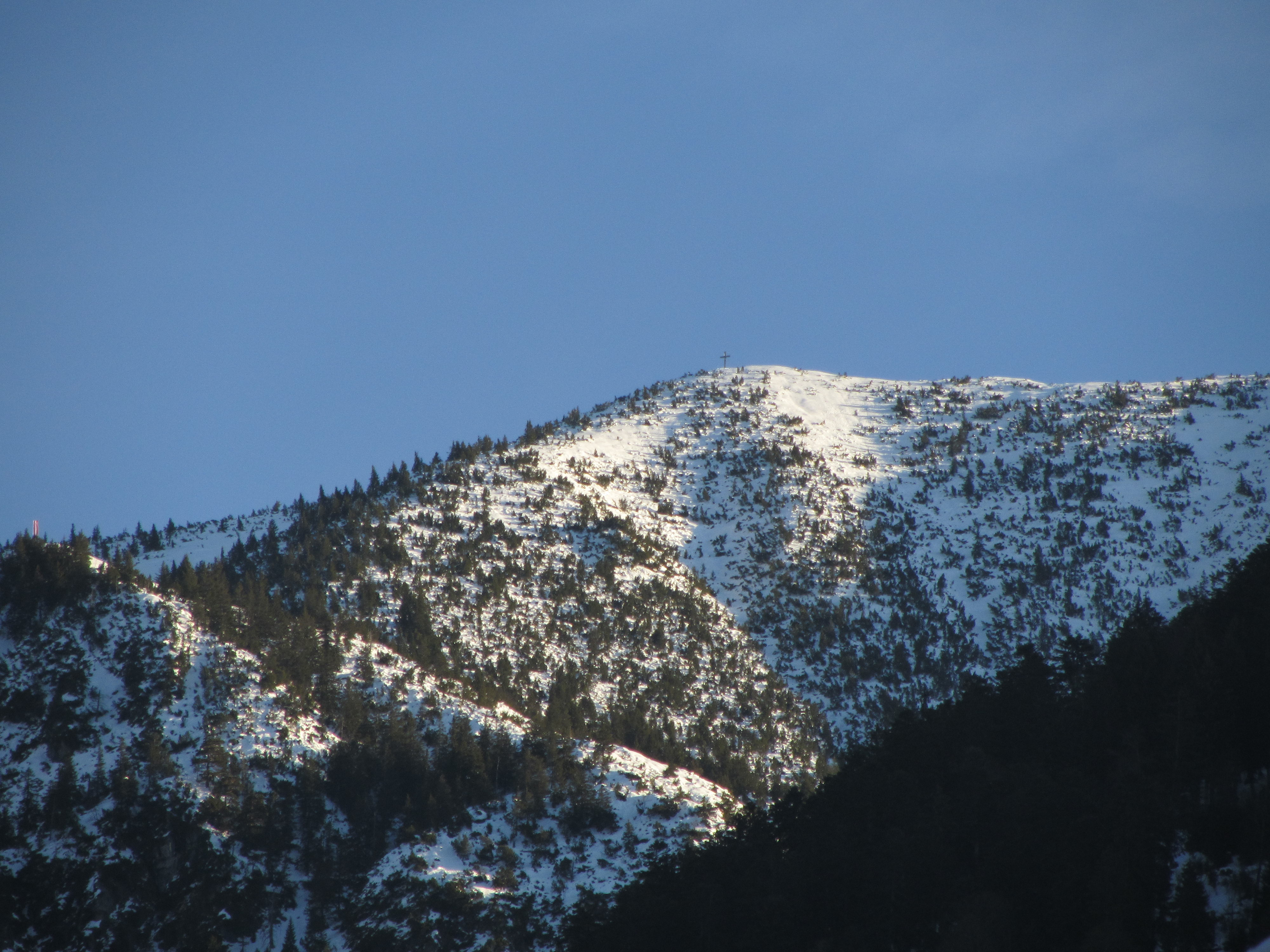

47°11′32″N 9°50′2″E / 47.19222°N 9.83389°E
上弗拉森山（德語：Hoher Fraßen），是奧地利的山峰，位於該國西部，由福拉爾貝格州負責管轄，屬於萊希奎倫山脈的一部分，遠眺雷蒂孔山，海拔高度1,979米。